# Sjednocená náboženská fronta
Sjednocená náboženská fronta (hebrejsky: חזית דתית מאוחדת‎, Chazit Datit Meuchedet) byla izraelská politická aliance tvořená čtyřmi hlavními náboženskými stranami: Agudat Jisra'el, Po'alej Agudat Jisra'el, ha-Po'el ha-Mizrachi a Mizrachi, a Sdružením zbožných nezávislých. Měla krátkého trvání (existovala v letech 1949 až 1951) a byla jednou ze stran první a druhé koaliční vlády Davida Ben Guriona.

## Historie
Sjednocená náboženská fronta byla politickou aliancí, vytvořenou čtyřmi hlavními izraelskými náboženskými politickými stranami (Mizrachi, ha-Po'el ha-Mizrachi, Agudat Jisra'el a Poalej Agudat Jisra'el) a Sdružením zbožných nezávislých před prvními izraelskými parlamentními volbami v roce 1949.
Ve volbách aliance získala 16 poslaneckých mandátů, a stala se tak třetím největším uskupením izraelského parlamentu (Kneset). Původní rozdělení mandátů bylo 7 pro ha-Po'el ha-Mizrachi, 4 pro Mizrachi, 3 pro Poalej Agudat Jisra'el a 2 pro Agudat Jisra'el. Byla přizvána do koaliční vlády vytvořené Davidem Ben Gurionem z vítězné strany Mapaj, na níž se dále podílela s Progresivní stranou, Sefardskými a orientálními komunitami a Demokratickou kandidátkou Nazaretu.
Uskupení však způsobilo vážnou vládní krizi v důsledku rozdílných postojů ke vzdělávání v táborech pro nové přistěhovalce (tzv. ma'barot) a v otázce náboženského školského systému. Po premiérovi Ben Gurionovo dále požadovalo uzavření ministerstva zásobování a jmenování podnikatele do funkce ministra obchodu a průmyslu. V důsledku těchto vládních sporů nakonec Ben Gurion v říjnu 1950 rezignoval. Když se rozpory vyřešily, vytvořil Ben Gurion v listopadu téhož roku svou druhou vládu, v níž si Sjednocená náboženská fronta ponechala svá dřívější místa.
Po vypsání následujících parlamentních voleb na rok 1951 se uskupení rozpadlo a jednotlivé strany ve volbách kandidovaly samostatně.

## Poslanci Knesetu
| Kneset (počet poslanců) | Poslanci Knesetu |
| ----------------------- | --- |
| 1 (1949–1951) (16)      | - Agudat Jisra'el: Me'ir David Levinstein, Jicchak-Me'ir Levin - ha-Po'el ha-Mizrachi: Moše Unna, Josef Burg, Elijahu-Moše Ganchovsky, Aharon-Ja'akov Greenberg, Zerach Warhaftig, Moše Kelmer (nahrazen Elijahu Mazurem z Agudat Jisra'el dne 11. března 1949), Chajim-Moše Šapira - Mizrachi: Jehuda Leib Maimon, Mordechaj Nurok, David Cvi Pinkas, Avraham Chajim Šag - Poalej Agudat Jisra'el: Avraham-Jehuda Goldrat, Kalman Kahana, Binjamin Minc |